# Sadhu
Sadhu (Sadhu eller Saddhu [mænd], sadhvi [kvinder]) er i hinduismen en asket som praktiserer yoga og/eller tantra.
Sadhuen opgiver al materiel stræben og mange afstår fra seksuel aktivitet. Traditionelt har dette været et sidste stadium i livet, efter af pligten til at føre slægten videre er fuldført, men der er også sadhuer som vier sig til et liv i forsagelse fra ungdommen.
Sahduer opgiver deres værdslige liv og lever af almisser. 
Derfor kan man støde på tiggende sadhuer mange steder i Indien og nabolandene. De fleste sadhuer er mænd, men det findes også kvinder blandt dem.
Der er stor variation i sadhuernes praksis. Mange vandrer fra sted til sted, andre lever isoleret i huler i bjergene eller i klostersamfund sammen med sine ordensbrødre. Nogle går i okkerfarvede klæder som symboliserer sannyasa, andre kan gå nøgne. Nogle lader håret vokse, andre barberer det bort. Enkelte sadhuer ryger cannabis som del af deres religiøse praksis, andre kan indtage vanskelige yogastillinger eller udføre specielle ubehagelige øvelser i årevis.
Nogle sadhuer er organiseret i forskellige ordener med mangehundredårige traditioner og de kaldes swami. Disse ordener falder i to hovedgrupper, shaivitter som tilbeder Shiva i sine forskellige manifestationer og vaishnavitter som tilbeder forskellige manifestationer af Vishnu. Det findes også sadhuer udenfor disse to hovedgruppene, herunder sadhuer som tilbeder den store gudinde.
Sadhuene er en moderne manifestation af det indiske subkontinents flere tusind år gamle forsagelsestradition. Sådanne grupper af religiøse mænd og kvinder som har trukket sig tilbage fra samfundet, har lagt grundlaget for mange af de indiske religiøse tankesystemer, som ligger til grund for hinduisme, buddhisme, jainisme og andre indslag i Sydøstasiens religiøse mangfoldhed.